# Trofeul Carpați (handbal feminin) - Ediția a 51-a
Competiția din 2019 a reprezentat a 51-a ediție a Trofeului Carpați la handbal feminin pentru senioare, turneu amical organizat anual de Federația Română de Handbal cu începere din anul 1959. Ediția din 2019 a fost găzduită de Sala Polivalentă „Danubius” din orașul Brăila, între 31 mai și 2 iunie, și a fost câștigată de selecționata Angolei.

## Echipe participante
Echipele participante au fost: Angola, Japonia și două selecționate naționale ale României.

### România A
România A a participat cu o selecționată condusă de Tomas Ryde. Lotul echipei România A a cuprins 21 de jucătoare. Componența acestuia a fost anunțată pe 15 mai 2019.
| Portari - 16 Denisa Dedu (Siófok KC) - 20 Iulia Dumanska (SCM Râmnicu Vâlcea) - 0 Ana Maria Măzăreanu (CS Gloria 2018) Extreme stânga - 0 Alina Vătu (HC Dunărea Brăila) - 22 Cristina Florica (SCM Râmnicu Vâlcea) - 0 Nicoleta Dincă (CS Gloria 2018) Intermediari stânga - 0 Andreea Adespii (SCM Râmnicu Vâlcea) - 11 Gabriela Perianu (Siófok KC) - 0 Claudia Constantinescu (CSM București) Centri - 13 Cristina Laslo (ŽRK Budućnost) - 0 Laura Pristăvița (CS Gloria 2018) - 0 Mădălina Zamfirescu (DVSC-TVP) | Pivoți - 21 Crina Pintea (Győri Audi ETO KC) - 0 Lorena Ostase (CSM Slatina) - 27 Raluca Băcăoanu (SCM Râmnicu Vâlcea) Intermediari dreapta - 0 Daria Bucur (Corona Brașov) - 0 Anca Polocoșer (CS Minaur Baia Mare) - 0 Alina Ilie (SCM Gloria Buzău) Extreme dreapta - 02 Aneta Udriștioiu (CSM București) - 0 Sonia Seraficeanu (CS Minaur Baia Mare) - 0 Ionela Leuștean (HC Activ Plopeni) |

Antrenori
- Tomas Ryde - Antrenor principal
- Costică Buceschi - Antrenor principal
- Jaume Fort Mauri - Antrenor cu portarii

### România B
România B a participat cu o selecționată condusă de Dragoș Dobrescu. Lotul echipei România B a cuprins 17 jucătoare. Componența acestuia a fost anunțată pe 31 mai 2019.
| Portari - 01 Andreea Chetraru (CSM Buc. II / Rapid) - 12 Diana Ciucă (CNE / SCM Vâlcea) - 16 Cristina Ciaușescu (CSM Buc. II / Rapid) Extreme stânga - 04 Éva Kerekes (ACS Odorheiu Secuiesc) - 23 Marina Ilie (CSM Buc. II / Rapid) Intermediari stânga - 08 Roberta Stamin (CNE / SCM Vâlcea) - 09 Denisa Vâlcan (CNE / SCM Vâlcea) - 18 Patricia Moraru (CSM Buc. II / Rapid) Centri - 02 Ioana Bălăceanu (CNE / SCM Vâlcea) - 07 Andreea Popa (CSM Buc. II / Rapid) - 77 Roxana Beșleagă (HC Activ Plopeni) | Pivoți - 15 Ștefania Jipa (CSM Buc. II / Rapid) - 20 Iuliana Marin (CNE / SCM Vâlcea) Intermediari dreapta - 24 Miruna Pica (Viitorul Cluj / „U” Cluj) Extreme dreapta - 03 Adina Cace (LPS Slatina) - 17 Andra Moroianu (CSȘ Constanța / „U” Cluj) |

Antrenori
- Dragoș Dobrescu - Antrenor principal
- Valeriu Costea - Antrenor principal
- Adrian Ionescu - Asistent

### Angola
Angola a participat cu o selecționată condusă de Morten Soubak și cuprinzând 16 jucătoare. Componența acesteia a fost anunțată pe 10 mai 2019.
| Portari - 0 Teresa Almeida (Petró de Luanda) - 0 Helena de Sousa (Primeiro de Agosto) Extreme stânga - 0 Janeth dos Santos (Progresso do Sambizanga) - 0 Iracelma da Silva (Primeiro de Agosto) Intermediari stânga - 0 Natália Bernardo (Primeiro de Agosto) - 0 Ruth João (Primeiro de Agosto) Centri - 0 Isabel Guialo (Primeiro de Agosto) - 0 Helena Paulo (Primeiro de Agosto) - 0 Vilma Nenganga (Primeiro de Agosto) | Pivoți - 0 Albertina Kassoma (Primeiro de Agosto) - 0 Liliana Venâncio (Primeiro de Agosto) Intermediari dreapta - 0 Vilma Chissola (Marinha de Guerra) - 0 Wuta Dombaxi (Primeiro de Agosto) - 0 Magda Cazanga (Petró de Luanda) Extreme dreapta - 0 Juliana Machado (Primeiro de Agosto) - 0 Natália Camalândua (Petró de Luanda) |

Antrenori
- Morten Soubak - Antrenor principal

### Japonia
Japonia a participat cu o selecționată condusă de Ulrik Kirkely și cuprinzând 19 jucătoare. O echipă de 21 de handbaliste a fost anunțată în luna mai 2019.
| Portari - 12 Sakura Kametani (ESBF Besançon) - 30 Minami Itano (Hiroshima Maple Reds) Extreme stânga - 13 Chie Katsuren (Omron Corporation) - 0 Yuki Tanabe (Hokkoku Bank) Intermediari stânga - 0 Yukiko Yoshida (Omron Corporation) - 05 Sayo Shiota (Hokkoku Bank) - 27 Haruno Sasaki (Hokkoku Bank) Centri - 0 Anna Kawamura (Sony Semiconductor) - 09 Aya Yokoshima (Hokkoku Bank) - 24 Nozomi Hara (MIE violet' IRIS) - 25 Mana Ohyama (Hokkoku Bank) | Pivoți - 02 Mika Nagata (Hokkoku Bank) - 0 Saki Kawada (Hiroshima Maple Reds) Intermediari dreapta - 0 Yumi Kitahara (Sony Semiconductor) - 04 Yui Sunami (Nykøbing Falster HK) - 0 Kaho Nakayama (Universitatea Osaka) Extreme dreapta - 0 Natsumi Akiyama (Hokkoku Bank) - 07 Asuka Fujita (BVB Handball Damen) - 21 Ayaka Ikehara (Nykøbing Falster HK) |

Antrenori
- Ulrik Kirkely - Antrenor principal
- Ryosuke Kushida - Antrenor secund
- Antoni Parecki - Antrenor cu portarii

## Partide
Partidele s-au desfășurat pe durata a trei zile, 31 mai, 1 și 2 iunie 2019, în Sala Polivalentă „Danubius” din Brăila, și au fost transmise pe canalele de televiziune TVR 2 și TVR 3 ale Televiziunii Române. Meciurile s-au jucat în sistem fiecare cu fiecare.
Biletele au fost puse în vânzare pe pagina oficială a FRH. Copiii cu vârsta de până la 7 ani au beneficiat de gratuitate. Procedurile de acreditare pentru presă au fost făcute publice pe 16 mai 2019.
| 31 mai 2019 TVR 315:00 | Japonia  | 21 – 26 | Angola  | Sala Polivalentă „Danubius”, Brăila Arbitri: Florescu, Stoia |
| 31 mai 2019 TVR 315:00 | Ohyama 6 | (11–13) | Paulo 9 | Sala Polivalentă „Danubius”, Brăila Arbitri: Florescu, Stoia |
| 31 mai 2019 TVR 315:00 | Cronica  |         |         | Sala Polivalentă „Danubius”, Brăila Arbitri: Florescu, Stoia |

| 31 mai 2019 TVR 217:30 | România A                   | 36 – 28 | România B    | Sala Polivalentă „Danubius”, Brăila Arbitri: Nițișor, Stamatoiu |
| 31 mai 2019 TVR 217:30 | Bucur, Ostase, Udriștioiu 5 | (16–13) | Cace, Popa 5 | Sala Polivalentă „Danubius”, Brăila Arbitri: Nițișor, Stamatoiu |
| 31 mai 2019 TVR 217:30 | Cronica                     |         |              | Sala Polivalentă „Danubius”, Brăila Arbitri: Nițișor, Stamatoiu |

| 1 iunie 2019 TVR 217:30 | România B  | 18 – 29 | Angola           | Sala Polivalentă „Danubius”, Brăila Arbitri: Cazan, Suliman |
| 1 iunie 2019 TVR 217:30 | Beșleagă 4 | (8–15)  | Kassoma, Paulo 5 | Sala Polivalentă „Danubius”, Brăila Arbitri: Cazan, Suliman |
| 1 iunie 2019 TVR 217:30 | Cronica    |         |                  | Sala Polivalentă „Danubius”, Brăila Arbitri: Cazan, Suliman |

| 1 iunie 2019 TVR 317:30 | România A  | 28 – 27 | Japonia           | Sala Polivalentă „Danubius”, Brăila Arbitri: Georgescu, Moldoveanu |
| 1 iunie 2019 TVR 317:30 | Pintea 7   | (13–11) | Hara, Yokoshima 4 | Sala Polivalentă „Danubius”, Brăila Arbitri: Georgescu, Moldoveanu |
| 1 iunie 2019 TVR 317:30 | [ Cronica] |         |                   | Sala Polivalentă „Danubius”, Brăila Arbitri: Georgescu, Moldoveanu |

| 2 iunie 2019 TVR 217:30 | Japonia    | 35 – 29 | România B | Sala Polivalentă „Danubius”, Brăila Arbitri: Barbu, Manafu |
| 2 iunie 2019 TVR 217:30 | Nakayama 7 | (18–12) | Popa 7    | Sala Polivalentă „Danubius”, Brăila Arbitri: Barbu, Manafu |
| 2 iunie 2019 TVR 217:30 | Cronica    |         |           | Sala Polivalentă „Danubius”, Brăila Arbitri: Barbu, Manafu |

| 2 iunie 2019 TVR 317:30 | România A     | 21 – 21 | Angola   | Sala Polivalentă „Danubius”, Brăila Arbitri: Năstase, Stancu |
| 2 iunie 2019 TVR 317:30 | Seraficeanu 5 | (9–13)  | Guialo 5 | Sala Polivalentă „Danubius”, Brăila Arbitri: Năstase, Stancu |
| 2 iunie 2019 TVR 317:30 | Cronica       |         |          | Sala Polivalentă „Danubius”, Brăila Arbitri: Năstase, Stancu |

## Clasament și statistici

### Clasamentul final
|   | Angola    |
|   | România A |
|   | Japonia   |
| 4 | România B |

| Actualizat pe 2 iunie 2019 \| Poz. \| Nume \| Echipă \| Goluri \| \| ---- \| ----------------- \| --------- \| ------ \| \| 1 \| Helena Paulo \| Angola \| 15 \| \| 1 \| Andreea Popa \| România B \| 15 \| \| 3 \| Albertina Kassoma \| Angola \| 14 \| \| 4 \| Isabel Guialo \| Angola \| 12 \| \| 4 \| Crina Pintea \| România A \| 12 \| \| 6 \| Mana Ohyama \| Japonia \| 11 \| \| 7 \| Haruno Sasaki \| Japonia \| 10 \| \| 7 \| Sonia Seraficeanu \| România A \| 10 \| \| 9 \| Roxana Beșleagă \| România B \| 9 \| \| 9 \| Daria Bucur \| România A \| 9 \| | - Cea mai bună jucătoare: Crina Pintea - Cea mai bună marcatoare: Helena Paulo, Andreea Popa (15 goluri) - Cea mai bună apărătoare: Albertina Kassoma - Cel mai bun portar: Sakura Kametani - Premiul fair-play: Mana Ohyama Sursa: Federația Română de Handbal |           |        |
| Poz. | Nume | Echipă    | Goluri |
| 1 | Helena Paulo | Angola    | 15     |
| 1 | Andreea Popa | România B | 15     |
| 3 | Albertina Kassoma | Angola    | 14     |
| 4 | Isabel Guialo | Angola    | 12     |
| 4 | Crina Pintea | România A | 12     |
| 6 | Mana Ohyama | Japonia   | 11     |
| 7 | Haruno Sasaki | Japonia   | 10     |
| 7 | Sonia Seraficeanu | România A | 10     |
| 9 | Roxana Beșleagă | România B | 9      |
| 9 | Daria Bucur | România A | 9      |